# Cima della Vezzana
De Cima della Vezzana is een berg op de grens van de Italiaanse provincies Trente en Belluno
Met zijn 3192 meter is het is de hoogste top van de berggroep Pale di San Martino. . De berg trekt echter minder aandacht dan de naastgelegen Cimon della Pala (3184 m)die met zijn bijzondere vormt de show steelt. De Cima della Vezzana ligt in het noorden van de berggroep in nabijheid van de Rollepas
De top is relatief eenvoudig te bereiken. Vanaf het hoogste punt heeft men uitzicht over de omliggende toppen, de Rollepas en de uitgestrekte hoogvlakte van de Pale di San Martino. In 1872 werd de top van de Cima della Vezzano voor bedwongen door Freshfield en Charles C. Tucker.